# Wolfgang Habel
Wolfgang Habel (* 30. März 1951; † 27. November 2022) war ein deutscher Fußballspieler. Der Mittelfeldspieler absolvierte in der Saison 1971/72 ein Bundesligaspiel für Rot-Weiß Oberhausen.

## Laufbahn
Habel spielte seit 1965 bei Rot-Weiß Oberhausen, zuerst in der Jugend, dann in der Amateurmannschaft. Der 1,82 m große Mittelfeldspieler rückte 1971 mit Franz-Josef Tenhagen, Willi Jansen und Friedel Szeimies aus der Amateurmannschaft in den Bundesligakader der Oberhausener auf. Es kamen aber auch noch die weiteren Spieler Ulrich Kallius, Willi Mumme, Bernd Hoffmann, Gerd Wörmer, Franz Emans, Ludwig Denz, Fred Hoff und Herbert Liedtke zum Team vom Stadion Niederrhein. Es waren in erster Linie die Abgänge von Franz Krauthausen und Wolfgang Sühnholz zum FC Bayern München und Dieter Brozulat zu München 1860 zu ersetzen. Unter Trainer Günter Brocker bestritt Habel am 27. Spieltag, den 8. April 1972, bei einer 1:2-Auswärtsniederlage beim Tabellenletzten Borussia Dortmund sein einziges Bundesligaspiel für RWO, als er in der Halbzeitpause für Gert Fröhlich eingewechselt wurde. Durch die Ausfälle der zuvor bereits verletzten Kollegen Dick, Mumme, Hoff und Wörmer, den gesperrten Tenhagen und die zwei verletzten Hermann-Josef Wilbertz und Fröhlich während des Spieles in Dortmund, kam Habel wie auch Szeimies, zu seinem einzigen Bundesligaeinsatz. RWO erreichte mit 25:43 Punkten auf dem 15. Rang den Klassenerhalt. Habel gehörte auch in der Saison 1972/73 zum Bundesligakader Oberhausens, wurde aber nicht mehr eingesetzt. Weitere Spiele bestritt er nicht mehr für Oberhausen.